# Jean-Claude Ribes
Pour les articles homonymes, voir Ribes.
Jean-Claude Ribes, né le 11 août 1940 à Lyon et mort le 18 août 2021 à Clermain, est un astronome et polytechnicien français.

## Carrière
Diplômé de l'École polytechnique, Jean-Claude Ribes entre à l'observatoire de Paris, en 1963, où il est attaché au service de radioastronomie. Ce poste l'amène notamment à travailler sur la mise au point du radiotélescope de Nançay.
Ayant obtenu son doctorat d'État en 1969, il entre au département de radiophysique du Commonwealth Scientific and Industrial Research Organisation à Sydney et y reste jusqu'en 1971[réf. nécessaire].
Dans les années 1970, il devient chargé de mission puis directeur-adjoint de l'Institut national d'astronomie et de géophysique du Centre national de la recherche scientifique (qui devient en 1985 l'Institut national des sciences de l'univers),.
En parallèle de ses recherches, il écrit en collaboration plusieurs ouvrages grand public sur les comètes, la vie extraterrestre et l'ufologie dans lesquels il considère comme « rationnelle » l'hypothèse extraterrestre pour expliquer certaines observations d'objets volants non identifiés tout en précisant qu'il faut dans ce domaine « se cramponner solidement à son esprit critique ».
En 1973, à la suite de la vague d'observations d'ovnis sur la France, il est invité par Jean-Claude Bourret à participer à une série d'émissions radiophoniques sur le sujet[réf. nécessaire].
À partir de 1986 et jusqu'en 1995, il dirige l'observatoire de Lyon. Il est également président de la Société astronomique de France de 1993 à 1997 et s'investit aussi dans la Société astronomique de Lyon qu'il président également quelques années.
En 1999, Ribes rédige l'annexe 2 du rapport COMETA sur les observations d'OVNI par des astronomes.
Il meurt le 18 août 2021.

## Ouvrages collectifs
- Le dossier des civilisations extra-terrestres, Fayard, 1970, 238 p. avec François Biraud, rééditions en 1972, 1975 et 1977
- Le dossier de l'intelligence artificielle : Demain les machines penseront, Fayard, 1975, 224 p. avec François Biraud
- Les Comètes : De l'Antiquité à l'ère spatiale, Fayard, 1979, 235 p. (ISBN 2-01-003860-6) avec Philippe Véron
- Les comètes, mythes et réalités, Flammarion, 1985, 319 p. (ISBN 2-08-064805-5) avec Michel Festou et Philippe Véron
- À la recherche des extraterrestres, Nathan, 1985, 70 p. avec Jean Heidmann, réédition en 1989
- Les Comètes, Nathan, 1986, 68 p. avec Eric Gérard
- La vie extraterrestre : Communications interstellaires, colonisation de l'espace, Larousse, 1990, 191 p. (ISBN 9782037400633) avec Guy Monnet